# Renga
Renga (連歌, canción encadenada) es un género de poesía colaborativa japonesa (escrita por más de un autor, trabajando en conjunto).  Un renga consiste en al menos dos ku (句) o estrofas.  La estrofa inicial del renga, llamada Hokku (発句), se convirtió en la base de la forma moderna de poesía Haiku.
Dos de los más famosos maestros del renga fueron los monjes budistas Sōgi (1421-1502) y Matsuo Bashō (1644-1694).
El sistema de producción conjunta, que se llama kyōdō seisaku está profundamente arraigado en la tradición japonesa.
El Renga clásico alcanzó su cumbre por la obra de Sōgi y se le denominaba kusari renga, presentando reglas de composición complejas y minuciosas.
Otra forma de Renga evolucionó hacia Haikai-no-Renga, (significa "renga divertido") que tuvo como autores destacados a Yamazaki Sookan (1465-1553) y Arakida Moritake (1742-1549). Era un arte popular, sin pretensiones literarias, hasta que Bashō le confirió un carácter distintivo, dándole profundidad, sentido y trascendencia.